# حارة مدرسة الحشيشية (صنعاء)

تعديل مصدري - تعديل

حارة مدرسة الحشيشية هي إحدى حارات حي الحشيشية بمديرية شعوب إحد مديريات العاصمة اليمنية صنعاء، بلغ تعداد سكانها 1562 نسمة حسب تعداد اليمن لعام 2004.